# Чемпионат мира по волейболу среди женских клубных команд 1991
1-й чемпионат мира по волейболу среди женских клубных команд прошёл с 22 по 27 октября 1991 года в Сан-Паулу (Бразилия) с участием 8 команд. Чемпионский титул выиграла бразильская «Садия» (Сан-Паулу).  

## Команды-участницы
«Младост» (Загреб, Югославия) — победитель Кубка европейских чемпионов 1991;
 «Садия» (Сан-Паулу, Бразилия) — победитель Кубка южноамериканских чемпионов 1991;
 «Крайслер Калифорнианс» (Сан-Диего, США) — победитель Кубка чемпионов NORCECA 1991;
 «Хитачи» (Токио, Япония) — победитель Кубка азиатских чемпионов — Кубка мира 1991;
 «Поста» (Найроби, Кения) — победитель Кубка африканских чемпионов 1991;
 «Йоги» (Анкона, Италия) — по приглашению организаторов.
 «Окки Верди» (Модена, Италия) — по приглашению организаторов
 «Колгейт» (Сан-Каэтану-ду-Сул, Бразилия) — по приглашению организаторов.

## Система проведения чемпионата
8 команд-участниц на предварительном этапе были разбиты на две группы. 4 команды (по две лучшие из групп) вышли в плей-офф и по системе с выбыванием определили призёров чемпионата.

## Предварительный этап

### Группа A
| М | Команда              | 1 | 2 | 3 | 4 | И | В | П | С/П | О |
| - | -------------------- | - | - | - | - | - | - | - | --- | - |
| 1 | «Садия»              |   |   |   |   | 3 |   |   |     |   |
| 2 | «Окки Верди»         |   |   |   |   | 3 |   |   |     |   |
| 3 | «Хитачи Сава Ривейл» |   |   |   |   | 3 |   |   |     |   |
| 4 | «Поста»              |   |   |   |   | 3 |   |   |     |   |

### Группа В
| М | Команда   | 1 | 2 | 3 | 4 | И | В | П | С/П | О |
| - | --------- | - | - | - | - | - | - | - | --- | - |
| 1 | «Младост» |   |   |   |   | 3 |   |   |     |   |
| 2 | «Колгейт» |   |   |   |   | 3 |   |   |     |   |
| 3 | «Йоги»    |   |   |   |   | 3 |   |   |     |   |
| 4 | «Поста»   |   |   |   |   | 3 |   |   |     |   |

## Плей-офф

### Полуфинал
26 октября
 «Садия» —  «Младост»
3:-.
 «Колгейт» —  «Окки Верди»  
3:-.

### Матч за 3-е место
27 октября
 «Младост» —  «Окки Верди» 
3:-.

### Финал
27 октября
 «Садия» —  «Колгейт» 
3:0 (15:9, 15:8, 15:1).

## Итоги

### Положение команд
| «Садия» (Сан-Паулу)                      |
| «Колгейт» (Сан-Каэтану-ду-Сул)           |
| «Младост» (Загреб)                       |
| 4. «Окки Верди» (Модена)                 |
| 5—6. «Хитачи Сава Ривейл» (Токио)        |
| 5—6. «Йоги» (Анкона)                     |
| 7—8. «Крайслер Калифорнианс» (Сан-Диего) |
| 7—8. «Поста» (Найроби)                   |

### Призёры
«Садия» (Сан-Паулу): Фернанда Вентурини, Ана Флавия Санглард, Марсия Режина Кунья (Марсия Фу), Ана Маргарида Алварес (Ида), Ана Мария Волпони, Ана Беатрис Мозер, Мария Алиса Герст Сантос, Силен Древник, Ана Нери Клок, Сандра Исабел Фонсека, Стела Сантос. Главный тренер — Мауро Грассо.
  «Колгейт» (Сан-Каэтану-ду-Сул).
  «Младост» (Загреб).

### Индивидуальные призы
MVP: Ана Маргарида Алварес (Ида) («Садия»)
Лучшая нападающая: Валентина Огиенко («Младост»)
Лучшая блокирующая: Кристина Лопес (Тина) («Колгейт»)
Лучшая на подаче: Марсия Режина Кунья (Марсия Фу) («Садия»)
Лучшая в защите: Ирина Пархомчук («Младост»)
Лучшая связующая: Фернанда Вентурини («Садия»)
Лучшая на приёме: Мирна Марабисси («Окки Верди»)